# Bathypterois bigelowi
Bathypterois bigelowi är en fiskart som beskrevs av Mead, 1958. Bathypterois bigelowi ingår i släktet Bathypterois och familjen Ipnopidae. Inga underarter finns listade.